# Lluís Farreny i Alujas
Lluís Farreny i Alujas (Calafell, 11 de juny del 1926 - Barcelona, 9 de juny del 2019) va ser un músic, compositor i adaptador de cançons, i editor musical, que signà obres amb el pseudònim R.F. Ynera. Ha contribuït d'una manera significativa al cant coral en català -però també en castellà- mitjançant l'adaptació i harmonització de cançons, i amb la publicació de centenars partitures a l'editorial MF

## Biografia
De molt jove, amb la seva família s'establí a Barcelona, i el 1939 ingressà a l'Escola Municipal de Música, on estudià amb els mestres Alfonso i Gálvez (solfeig) i amb Blai Net (piano) i Joaquim Zamacois (harmonia, contrapunt, fuga i composició). A partir de 1945 compatibilitzà els estudis superiors amb l'aprenentatge del contrabaix i amplià la formació fent instrumentació per a cobla amb Joaquim Serra i Joan Lamote de Grignon.
El 1951 era subdirector de la coral Barcelona que dirigia el mestre Antoni Català. Com a instrumentista de contrabaix actuà en diverses orquestres simfòniques, comprenent-hi la del Gran Teatre del Liceu, on el 1958 hi guanyà per oposició la plaça de contrabaix solista. Fou professor del Conservatori Superior Municipal de Música de Barcelona fins al 1989, i al 1983 a més n'era Cap d'estudis.
Harmonitzà cançons -moltes nadales i cançons populars catalanes, però també espirituals negres i cançons del folklore internacional- per al cant coral, sempre, per a editar-les a l'"editorial MF". També feu altres intervencions en altres peces, com a l'Albada de Josep Cervera, escrita per a contrabaix i piano i adaptada per Farreny per a quintet de corda. Va compondre tres sardanes i tres obres corals, una de les quals fou premiada al primer Concurs de la Cançó Catalana de Sant Llorenç de Morunys al 197l.
Conjuntament amb Oriol Martorell, el 1959 fundà l'"editorial MF" per a la publicació de partitures musicals, especialment per al cant coral. També hi publicà obres per a aprenentatge de la música, tant seves com d'altres autors. A la mort d'Agustí Cohí Grau el 2012, el substituí durant uns anys com a director de l'"Associació Musical de Mestres Directors". El seu ex-deixeble i compositor Víctor García Acín li va dedicar la peça Reaching Plains.

## Obres de Lluís Farreny
- L'aufàbrega (1926), sardana per a cor i cobla, amb lletra de Camil Geis[7]
- Canción de cuna (1999)
- Esplai (1948), sardana
- Gener infantil (1951), cançó per a coral[4]
- Mariseta, sardana
- La nit de Sant Silvestre (1951), cançó per a coral[4]
- Oh, dolça aurora (1971), nadala amb lletra de Francesc Blancher, accèssit del "premi Mossèn Riu" 1971[5]
- La paz soñada (1999), zortzico per a contrabaix i piano
- Cançons coescrites amb María Dolores Iglesias (1968-1969): Angoixa maleïda/Maldita angustia, Cançó de bressol d'una mare morta/Canción de cuna de una madre muerta con un hijo en los brazos, Diuen que l'home és bo...
- Harmonitzacions i adaptacions per a cor, a vegades juntament amb Oriol Martorell, i alguns cops amb el pseudònim R.F.Ynera: Adeste fideles, Aldapeko, El camí que feu Jesús, Campana sobre campana, Cançó del timbaler, Dalt del tren, Del cel baixen els àngels, És l'hora dels adéus, Hi eres tu?, El lotus d'or, Oh, arbre sant, Oh, Déu meu, ¡Oh, luz de Dios!, Perdut en la immensa mar blava, Plany, Els remers del Volga, Riu profund, Ronda, Sant Ramon, Si tu te fas la lluna, Il testamento del capitano, Tots junts vencerem, Tu cantes, Vell pelegrí, Vos sou, Senyor

### Llibres
- Ejercicios progresivos de teoría (1986-1990) (referència)
- El acordeón, técnica elemental (1993-1995) (referència)
- Farreny Alujas, Lluís; Giménez Morell, M. Teresa; Monfort Giménez, Mon. 32 cançons per a infants.  Barcelona: DINSIC, 2003 (L'Esquitx, 5).

## Editorial MF
L'agost del 1959, Josep Homs i Gaya, Oriol Martorell i Lluís Farreny signaren papers per a explotar conjuntament l'editora de música impresa "Editorial Victoria" de Lluís Farreny. A l'1 d'octubre, però, fou l'editorial MF la què firmà un contracte per a publicar cançons del mestre Toldrà, i al novembre Lluís Farreny i Oriol Martorell enviaren un text de presentació de la nounada iniciativa empresarial.
MF publicà tant cançons o adaptacions d'autors catalans (Narcís Casanoves, Joan Cererols, Francesc Civil…), com melodies populars (El desembre congelat, La gata i el belitre, Nit Benaurada...) i composicions vocals de grans mestres internacionals, com Beethoven, Brahms, Haendel (El Messies), Liszt, Mendelssohn, Mozart, Henry Purcell, Rossini, Schumann, Txaikovski, Johann Christoph i Johann Sebastian Bach (la Passió segons sant Mateu, entre moltes altres obres de Bach). Al catàleg de l'editorial també hi tingueren cabuda nadales castellanes o andaluses (En la noche tranquila y Con trompetas y tambores adaptades per Joaquim Zamacois, A la nanita), cançons populars (Canción de baile: En el mar hay un pescado...) o cultes (obres de Juan del Encina, Francisco Guerrero o Tomás Luis de Victoria), castellanes, gallegues i basques (Jeiki, jeiki, etchenkuak) i traduccions d'arreu del món (Ricard Lamote, música a Cinc poemes xinesos en traducció de Marià Manent). Una indicació de la tasca ingent de l'empresa és l'extensió de la recopilació antològica de partitures que en conserva la universitat Ramon Llull, que n'aplega més de 600 en 12 volums. La relació d'adaptadors, harmonitzadors i autors de les peces cobreix una extensa selecció dels compositors catalans de la segona meitat del segle xx.
A partir de 1969 i durant trenta anys, l'editorial es dedicà també a la publicació de manuals per a l'estudi i aprenentatge de la música, sovint amb la indicació d'estar "adaptats al programa del Conservatori Municipal de Música de Barcelona". Molts d'aquests textos tingueren edicions paral·leles català-castellà o fins i tot trilingües amb l'afegitó de l'idioma anglès. Comprengueren temes teòrics (solfeig, lectura musical, harmonia) i introducció a una àmplia gamma d'instruments (gralla, acordió, percussió, guitarra, flauta, piano, violí, saxòfon, violoncel), així com llibrets de pràctica dels instruments, especialment a la col·lecció Da camera.
L'editorial tingué la seu a Barcelona fins al 1991, i la mogué al Vendrell el 1992. El 2001 el seu fons de més de 700 obres (en aquell moment) s'incorporà al de l'Editorial Clivis i MF desaparegué. El fons documental de l'editorial es pot consultar al catàleg en línia de la "Col·lecció Martorell Solanic" de la Universitat de Barcelona.

### Llibres per a l'aprenentatge musical
- Guallar, Josep. Introducció a l'harmonia.  Barcelona-El Vendrell: DINSIC-MF, 1999. Hi ha edició en castellà
- Cabo Dintén, José Antonio. Cello I, iniciació al violoncel.  Barcelona-El Vendrell: DINSIC-MF, 1998. Edició trilingüe català-castellà-anglès
- Atrio, Filo. Continguts pedagògics del Mikrokosmos: anàlisi dels volums I-II-III.  Barcelona-El Vendrell: DINSIC-MF, 1998.
- Boada, Òscar. Iniciación al teclado.  Barcelona-El Vendrell: DINSIC-MF, 1998. 2 volums
- Boliart, Xavier. Llenguatge contemporani, 10 melodies atonals amb acompanyament de piano.  Barcelona-El Vendrell: DINSIC-MF, 1998.[nts 4]
- Aparicio, Josep Maria. Piccolo saxo, el saxofon a l'escola de música.  Barcelona-El Vendrell: DINSIC-MF, 1998-2003. Quatre volums. Edició catalana-castellana-anglesa. Reeditat.
- Tieles Ferrer, Cecilio. Piccolo virtuoso piano 1, quadern de tècnica de piano de grau elemental.  Barcelona-El Vendrell: DINSIC-MF, 1998. Edició trilingüe català-castellà-anglès
- Rexach i Erra, Àngels. Quaderns d'anàlisi i audició de petites i grans formes musicals. Cànons de l'"Ofrena Musical" de J.S. Bach.  El Vendrell: Editorial MF, 1998.[nts 4]
- Figueras, Santi. L'aventura de la guitarra.  Barcelona-El Vendrell: DINSIC-MF, 1997. Edició trilingüe català-castellà-anglès
- Serra i Domènech, Dolors. Exercicis diaris per a flauta 1.  El Vendrell: MF, 1997.[nts 4]
- Villarreal, José Manuel. Con l'arco 1, llibre de violí.  Barcelona-El Vendrell: DINSIC-MF, 1996.
- Da camera.  Barcelona-El Vendrell: DINSIC-MF, 1996-1999. Col·lecció de quaderns per a la pràctica musical: 1. Música de cambra, Mariona Vila; 2. Per a flautes i clarinets, Narcís Bonet, Salvador Brotons i Josep Lluís Guzmán Antich; 3. Per a flauta, clarinet i piano, N. Bonet, S. Brotons i J.L. Guzmán Antich; 4. Petita suite "Joguines", per a flautes (o flauta i violí) i piano, Jordi Azagra; 5. Per a violins, violes i violoncels, Enriqueta Farràs Vicente, Jaume Ayats[nts 4] i Joan Josep Gutiérrez i Yzquierdo; 6. Per a piano a quatre mans, de Josep Guallar i Caballé; 7. Per a conjunt de saxos, de Peter John Bacchus, Juan Velert i Mariona Vilà; 8. Cacera de grills, per a flauta, clarinet, violí i piano, Jordi Rossinyol; 9. Per a combinacions instrumentals de flauta, clarinet, violí, violoncel i piano, Josep Maria Brotons[nts 4]; 10. Suite en creuer de luxe, per a flauta travessera, clarinet i guitarra o piano, Carles M. Eroles[nts 5]
- Alegre, Lluïsa (et al.). Llenguatge musical.  Barcelona-El Vendrell: DINSIC-Boileau-Editorial MF, 1996-1999. 4 volums. Reeditada. També publicada en versió castellana.
- Moraleda, Joan Lluís (música); Jover, Lluïsa (il·lustracions). El petit pianista.  Barcelona: DINSIC; Boileau; MF; Clivis, 1996. Dos volums; diverses edicions i reimpressions
- Moraleda, Joan Lluís (música); Jover, Lluïsa (il·lustracions). Piano, piano....  Barcelona-El Vendrell: DINSIC-Boileau-Editorial MF, 1996-1998. 2 volums
- Serra i Domènech, Dolors. Il Gardellino 1, per a flauta travessera.  Barcelona-El Vendrell: DINSIC-MF, 1995.
- Joaquín i Planes, Xavier. Percussió 1.  Barcelona: Editorial MF-DINSIC, 1995.
- Boliart, Xavier. Tècnica bàsica de llenguatge musical.  Barcelona-El Vendrell: DINSIC-Editorial MF, 1994-1998. Graus elemental i mitjà. Edició bilingüe català, castellà, en 5 volums
- Martí i Guàrdia, Miquel. Audició i anàlisi: guions formals d'obres simfòniques i instrumentals.  El Vendrell: MF, 1994.
- Roig Ferrer, Maria Teresa. La clave de do, método para el estudio de la clave de do en todas sus posiciones y la clave de fa en 3ª línea.  El Vendrell: MF, 1994. Diverses edicions
- Farreny Alujas, Lluís[nts 4]; García Pérez, J.M. (supervisor). El acordeón, técnica elemental basada en la nueva programación de la L.O.G.S.E. grado elemental.  El Vendrell: MF, 1993-1995. Tres cursos en tres volums.
- Riera i Pujal, Carles; Escalas Llimona, Romà[nts 4]; Galofré Mora, Francesca. Audició, forma i color a la música.  Barcelona-Tarragona: DINSIC-Boileau-MF, 1993-1996. 2 volums. Hi ha edició en castellà
- Valera Cases, Augusto. Música anécdotas, curiosidades, definiciones y frases alfabetizadas.  El Vendrell: Editorial MF, 1993.
- Roig, Francesca; Arnella, Jaume. Mètode de gralla.  Barcelona-Vilanova i la Geltrú: DINSIC-MF-El Palmenar, 1992.
- Ximénes, Maria Teresa. Acompañamiento: bajo cifrado, improvisación y lectura al piano.  Barcelona: MF, 1991.
- Boliart, Xavier. Solfeo entonado, adaptado al programa de estudios vigente en el CSMMB.  El Vendrell: Editorial MF, 1991. 5 cursos
- Miró i Claria, Maria dels Àngels. Mètode pràctic de cant.  Barcelona: Editorial MF, 1990. N'hi ha versió en castellà
- Boliart, Xavier. 15 lecciones de solfeo, para lectura, análisis y creación musical.  Barcelona: MF, 1990.
- Galofré i Mora, Francesca (i altres). Solfeig Llenguatge musical.  Barcelona: DINSIC-MF, 1988-1995. 4 volums. Reeditada
- Farreny Alujas, Lluís. Ejercicios progresivos de teoría, adaptados al programa de estudios vigentes en el C.S.M.M.B.a.  Barcelona: M.F., 1986-1990. Cinc cursos en cinc volums.
- Boliart, Xavier. Iniciación al solfeo, complemento al método adaptado al programa de estudios vigente en el CSMMB.  Barcelona: MF, 1984.
- Comas, Teresa; Boliart, Javier. Solfeo rítmico, adaptado al programa de estudios vigente en el C.S.M.M.B. I.  Barcelona: MF, 1983-1989. 5 cursos
- Blasco, Maria. Principios básicos de lectura musical destinados a la formación coral.  Barcelona: Editorial MF, 1969.
- Pueyo, Salvador. Quinteto para instrumentos de viento del "Libro de música".  Barcelona: Editorial MF, 1969.[nts 4]
- Exercicis de Xavier Boliart per a instruments diversos: Cançó i dansa per a vibràfon; Cinc caricatures per a piano a quatre mans; Cinc divertiments per a petits flautistes; Dues danses antigues, per a instruments de vent (en do o en si b) amb acompanyament de piano; Duet-suite; Preludis 12;[nts 6] Resumen de lecturas a vista; Suite all'antica; Tocati-nes per a joves pianistes; Tres estiuenques; Tres nadales tradicionals per a joves pianistes; Tres peces per a clarinet sol; Tríptic d'estiu, tres peces per a piano; Tríptic per a flauta sola

### Edicions de partitures i cançoners
- Álbum para contrabajo (1999), comprèn peces d'Agustí Cohí, L.Farreny, Víctor García i Josep Quer
- Cànons d'ahir i d'avui
- Cuatro canciones castellanas (1962), comprèn A los árboles alto; Eres alta y delgada; La niña de la arena; Cuando sales al campo adaptades per Jaume Padrós
- L'Esquitx (1967-1969), col·lecció en cinc volums de música vocal i coral per a infants
- Olailom!, cançoner antòlogic de la Federació Catalana d'Entitats Corals, 1983 (Biblioteca Coral, Roc 14).
- Quatre cançons de camí i un himne de l'excursionista (1962), de Joan Just i Bertran
- Cançons populars catalanes en harmonitzacions per a coral, d'Ernest Cervera, Manuel Oltra, Antoni Pérez i Moya, Joan Pich, Francesc Pujol, Enric Ribó (El cant dels ocells), Antoni Ros-Marbà, Ferran Sor, Rafael Subirachs (El Comte Arnau), Eduard Toldrà
- Traduccions i harmonització d'espirituals negres: El camí que feu Jesús, Hi eres tu?, Josuè va conquerir Jericó, Vell pelegrí, Vos sou, Senyor
- V aniversari de la mort de Mn. Antoni Batlle, cants per a la Missa (1960)
- Adolf Ventas: 22 duetos fáciles para dos saxófonos de una misma tonalidad (o para dos oboes) (1990)
- Altres autors o adaptadors publicats: Jordi Alcaraz; Juan de Anchieta; Gabriel Bataille; Jachet de Berchem; Baltasar Bibiloni; Manuel Blancafort; Joan Brudieu; William Byrd; Antonio de Cabezón; Joan Casulleras; Xavier Cercós; Jordi i Ramon Codina; Louis-Claude Daquin; Joan Devesa; Jordi Domingo; John Dowland; Joan Duran; Rafael Ferrer; Francesc Fleta, Mateu Fletxa el Vell; Thomas Ford; César Geoffray; Claude Gervaise; Bartholomäus Gesius; Mikhail Glinka; Friedrich Glück; Enric Granados; Hans Leo Hassler; Joseph Houziaux; Marc'Antonio Ingegneri; Clément Janequin; Orlando di Lasso; Mikola Leontòvitx; Antonio Lotti; Giambattista Lully; Joaquim Maideu; Luca Marenzio; Josep Maria Martí (L'agenda, amb lletra de Josep Maria Espinàs); Desitjat Mercadal; Lluís Maria Millet; Claudio Monteverdi; Enric Morera; Josep Padró; Giovanni Pierluigi da Palestrina; Robert Lucas de Pearsall; Francisco de Peñalosa; Jaume Portet Roma; Michel Praetorius; Josquin des Prés; Pere Puig; Nadal Puig; Miquel Querol; Raimon; Nikolai Rimski-Kórsakov; Matilde Salvador (Prec de Nadal, amb lletra de Salvador Espriu); Ireneu Sagarra; Ludwig Senfl; Kazimierz Serocki; Antoni Soler; Juan Vásquez; Joan Verdalet; Melchior Vulpius; Hubert Waelrant; Sergei Yaroff; Alonso Xuárez…